# Albertus Ohlendorff

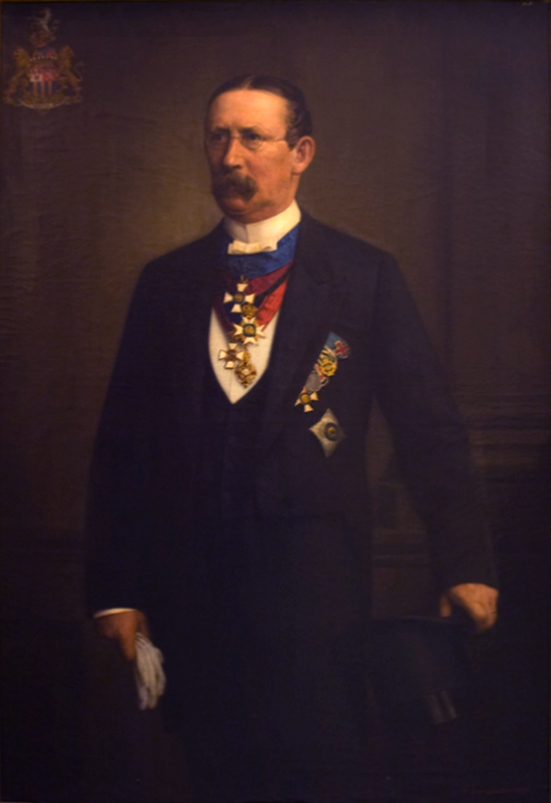
Porträt Albertus Ohlendorff, 1889, von Friedrich Wilhelm Graupenstein, Museum für Hamburgische Geschichte

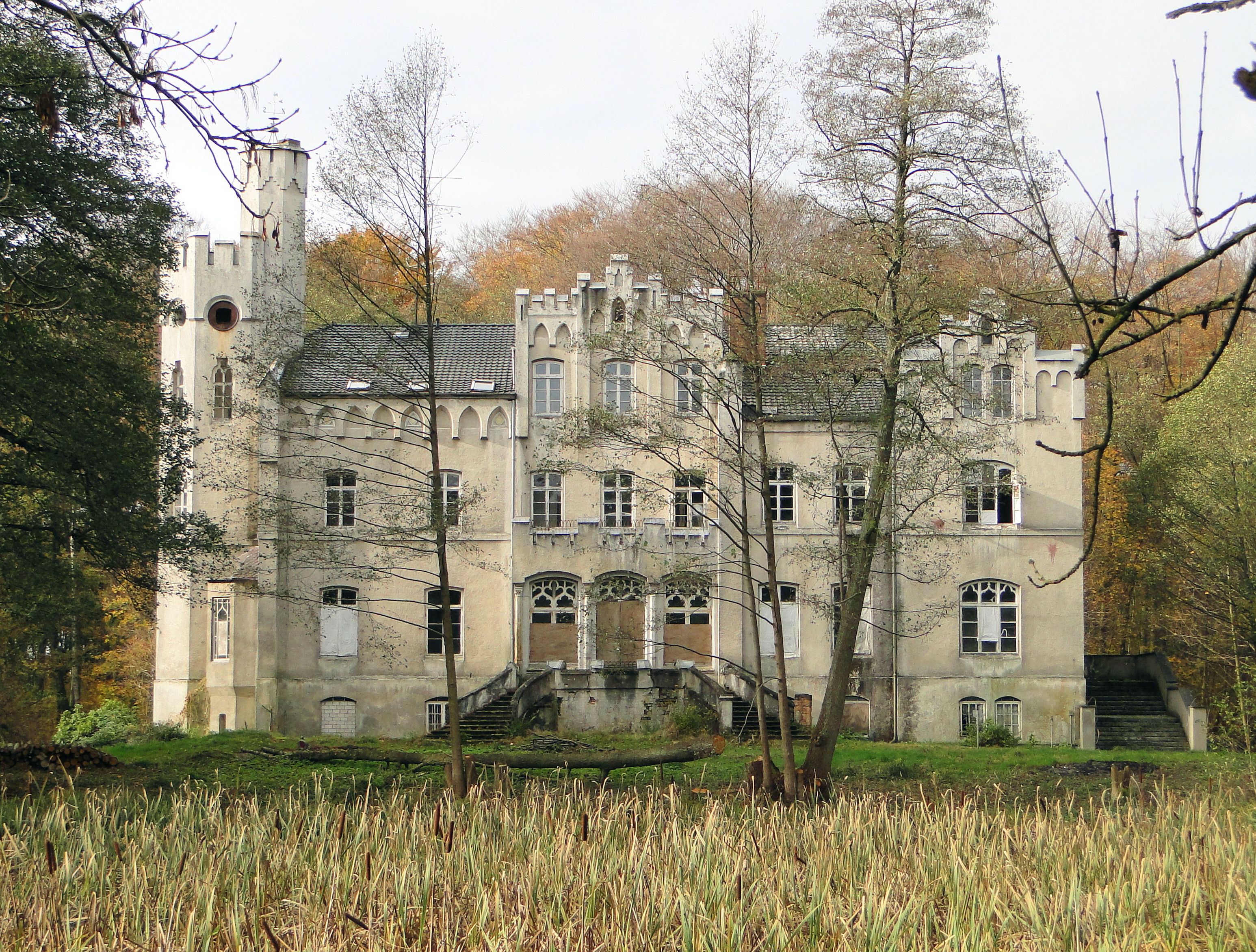
Gutshaus Gresse

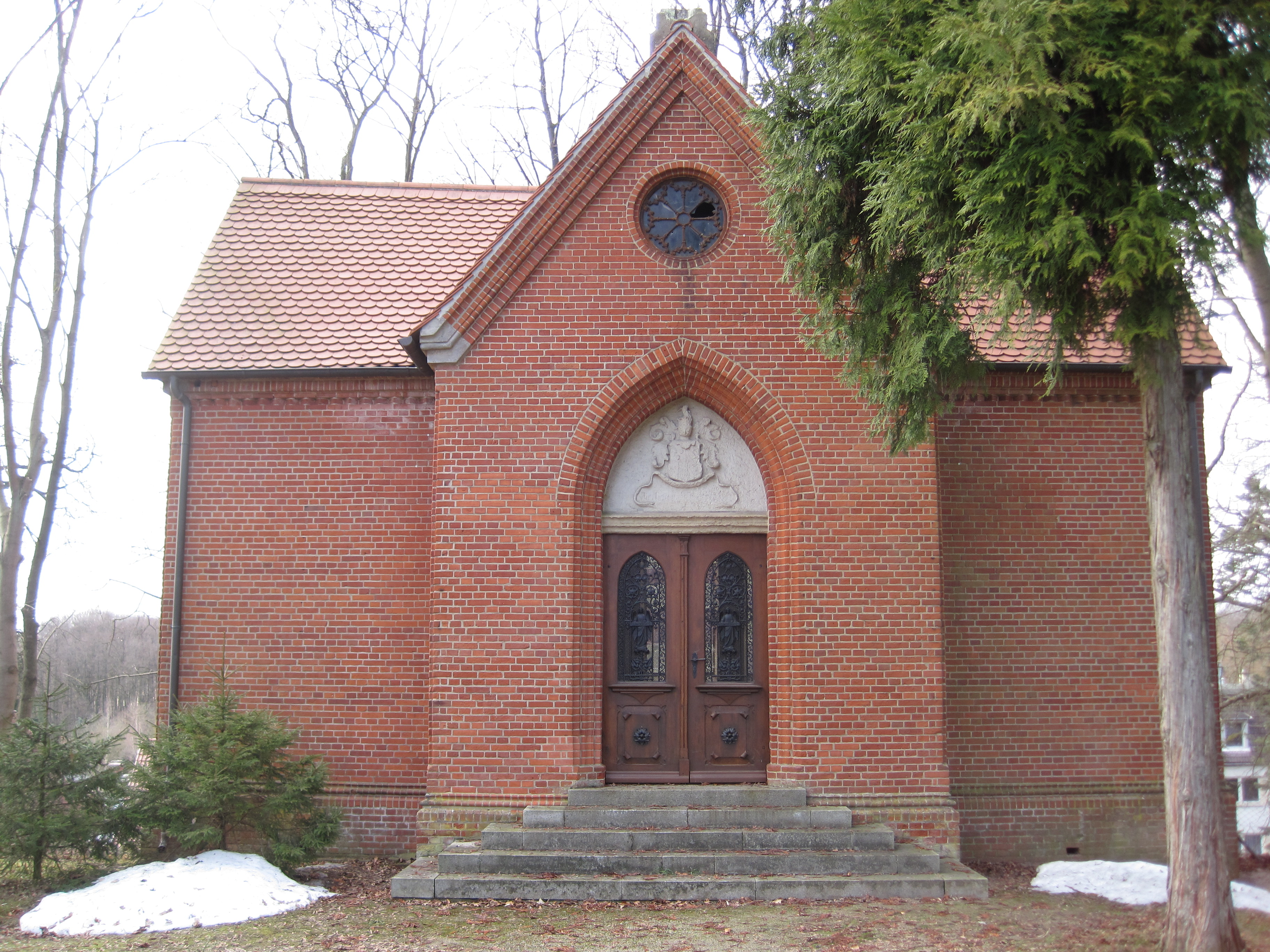
Mausoleum in Gresse

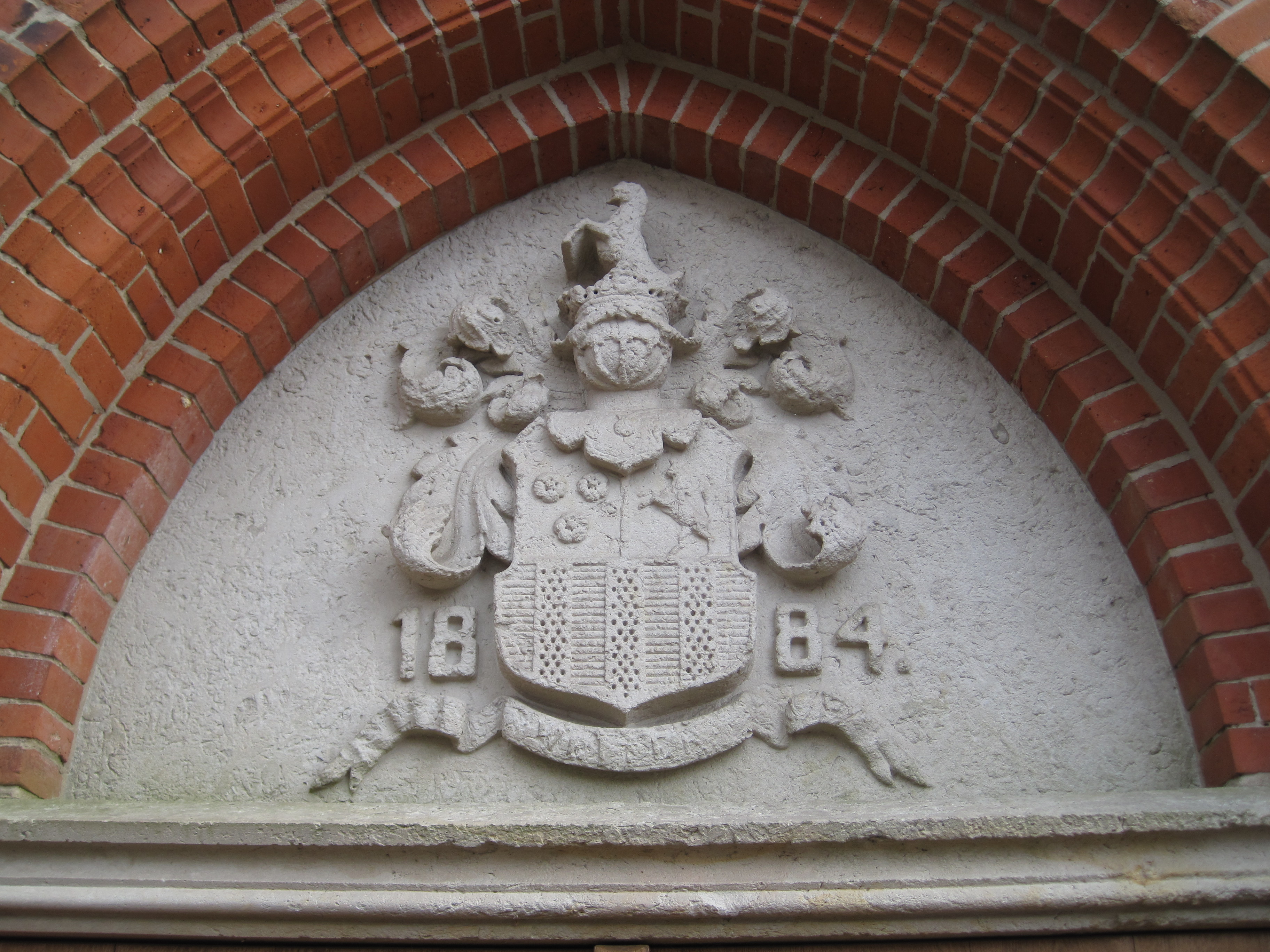
Ohlendorffsches Familienwappen am Mausoleum in Gresse

Christian Heinrich Albertus Freiherr von Ohlendorff (* 20. März 1834 in Hamburg; † 20. Januar 1894 auf Gut Gresse) war ein 1873 nobilitierter und 1889 in den Freiherrenstand erhobener Hamburger Kaufmann und mecklenburgischer Gutsbesitzer, der in der zweiten Hälfte des 19. Jahrhunderts gemeinsam mit seinem Bruder Heinrich zum größten Guano-Importeur im Deutschen Reich aufstieg.

## Leben
Albertus Ohlendorff steht in der Erinnerung etwas im Schatten seines jüngeren Bruders und Geschäftspartners Heinrich, der in Hamburg wirksamer war, während Albertus sich seinen späteren privaten Lebensmittelpunkt auf seinem Gut Gresse im heutigen Landkreis Ludwigslust-Parchim einrichtete.
Der Sohn des Landschaftsgärtners Johann Heinrich Ohlendorff erhielt seine kaufmännische Ausbildung ab 1852 im Hamburger Handelshaus Mutzenbecher und nutzte 1856 die Insolvenz seines Arbeitgebers, sich im Alter von 22 Jahren als Kaufmann selbstständig zu machen, indem er dessen Guano-Handel für eigene Rechnung weiter betrieb. Gleichzeitig erwarb er das Hamburger Bürgerrecht. Sein jüngerer Bruder Heinrich war als Prokurist für ihn in der neuen Firma tätig. Im Herbst 1857 wurde die junge Hamburger Handelsfirma ein Opfer der ersten Weltwirtschaftskrise und ging in Abwicklung. Die Geschäfte wurden auf eine 1858 von Heinrich Ohlendorff neu gegründete Firma übergeleitet. Albertus wurde nach Abwicklung seiner fehlgeschlagenen ersten Unternehmensgründung von seinem Bruder Heinrich mit aufgenommen. Im Zuge der Abwicklung der Insolvenz des ersten Unternehmens wurden alle Gläubiger vollständig befriedigt. Dieser Umstand trug in erheblichem Maße zum Ansehen der beiden Brüder und ihrer neuen Firma Ohlendorff & Co. bei. 1873 wurde Albertus Ohlendorff in den preußischen Adelsstand erhoben.
1888 erwarb Albertus von Ohlendorff das Gut Gresse in Mecklenburg, das über ein repräsentatives Gutshaus im Stil der englischen Neugotik verfügte, welches von dem damals für seine Gutshausneubauten sehr bekannten Architekten Heinrich Thormann aus Wismar ausgeführt worden war. Dieses Gut diente den Brüdern auch für chemische Experimente, mit denen ihre Firma versuchte, einen Ersatz für das im verfügbaren Vorrat erkennbar begrenzte Guano zu finden. Die Ohlendorffs versuchten, aus Torf einen Düngerersatz herzustellen. Zu diesem Zwecke wurde vorsorglich auch das Gut Tangstedt nordöstlich Hamburgs erworben, aber nach Scheitern der Experimente wieder veräußert. Das Gut Gresse wurde von Albertus von Ohlendorff zügig weiter arrondiert und umfasste 1889 bereits eine bewirtschaftete Fläche von 2246 Hektar.
1884 erfolgte die Umwandlung der Firma Ohlendorff & Co. in die Aktiengesellschaft Anglo-Continentale Guano-Werke in Hamburg, die über Niederlassungen am Rhein und in den großen Scheldehäfen verfügte. Das Grundkapital der Aktiengesellschaft belief sich auf 16 Millionen Mark und in den Fabriken wurden über 1000 Arbeiter beschäftigt. Heinrich von Ohlendorff zog sich gegen den Willen seines Bruders aus der Geschäftsleitung der gemeinsamen Firma zurück und wandte sich dem prosperierenden Kontorhausbau in Hamburg zu, wo er ebenfalls erfolgreich operierte (siehe: Dovenhof). Zur besseren Unterscheidung wurde der dem Kerngeschäft weiterhin verbundene Albertus von den bekanntlich zum Spott neigenden Hanseaten Schietbaron genannt.
Beide Brüder gehörten zum engeren Freundeskreis des Reichskanzlers Otto von Bismarck und unterstützen dessen Politik auch medial, indem sie diesem als (Mit-)Gesellschafter des Verlags der Norddeutschen Allgemeinen Zeitung diese als Publikationsorgan zur Verfügung stellten. Als Lobbyisten der Integration der Hansestädte Bremen und Hamburg in das Zollgebiet des Deutschen Reiches wurden sie beide im Januar 1889 mit Vollzug der Zollunion in den erblichen preußischen Freiherrenstand erhoben.
Zu seiner Beerdigung 1894 in Gresse wurde zwischen dem Berliner Bahnhof in Hamburg und dem Bahnhof Schwanheide ein Sonderzug eingesetzt. Albert Freiherr von Ohlendorff wurde im Mausoleum vor der barocken Dorfkirche von Gresse bestattet.

## Auszeichnungen
- 18. März 1872 Königlicher Kronen-Orden, III. Klasse.[4]
- 1877 Franz-Joseph Orden, Komtur.[5]
- 1881 Kronen-Orden, II. Klasse[6]
- 1883 Herzoglich Sachsen-Ernestinischer Hausorden, Komtur I. Klasse.[7]
- 1884 Oldenburgischer Haus- und Verdienstorden des Herzogs Peter Friedrich Ludwig, Ehrenkomturkreuz.[8]
- 1890 Orden unserer lieben Frau von Vila Viçosa, Kommandeur.[9]